# Francis Buchanan-Hamilton
Francis Buchanan-Hamilton, noto come Francis Buchanan o Francis Hamilton (Callander, 15 febbraio 1762 – Callander, 15 giugno 1829), è stato un geografo, zoologo, botanico e medico britannico.
Proveniva da una famiglia originaria di Spittal, che vantava l'appartenenza al clan Buchanan. Studiò medicina all'Università di Edimburgo e botanica con John Hope. Dopo numerosi viaggi su navi mercantili britanniche in Asia, prestò servizio nel Bengal Medical Service dal 1794 al 1815.

## Biografia

### La carriera in India
Nel 1799, dopo la disfatta di Fateh Ali Tipu e la caduta di Mysore, fu incaricato d'ispezionare l'India meridionale e su questa attività scrisse poi il libro A Journey from Madras Through the Countries of Mysore, Canara and Malabar (1807).
Egli condusse due viaggi d'ispezione, il primo in Mysore nel 1800 ed il secondo nel Bengala tra il 1807 e il 1814. Dal 1803 al 1804 fu chirurgo presso il governatore generale dell'India, Lord Wellesley (fratello del più famoso Arthur Wellesley, I duca di Wellington) a Calcutta, ove organizzò lo zoo che diventerà lo zoo di Alipore. Nel 1804 venne incaricato di dirigere a Barrackpur l'appena costituita Institution for Promoting the Natural History of India.

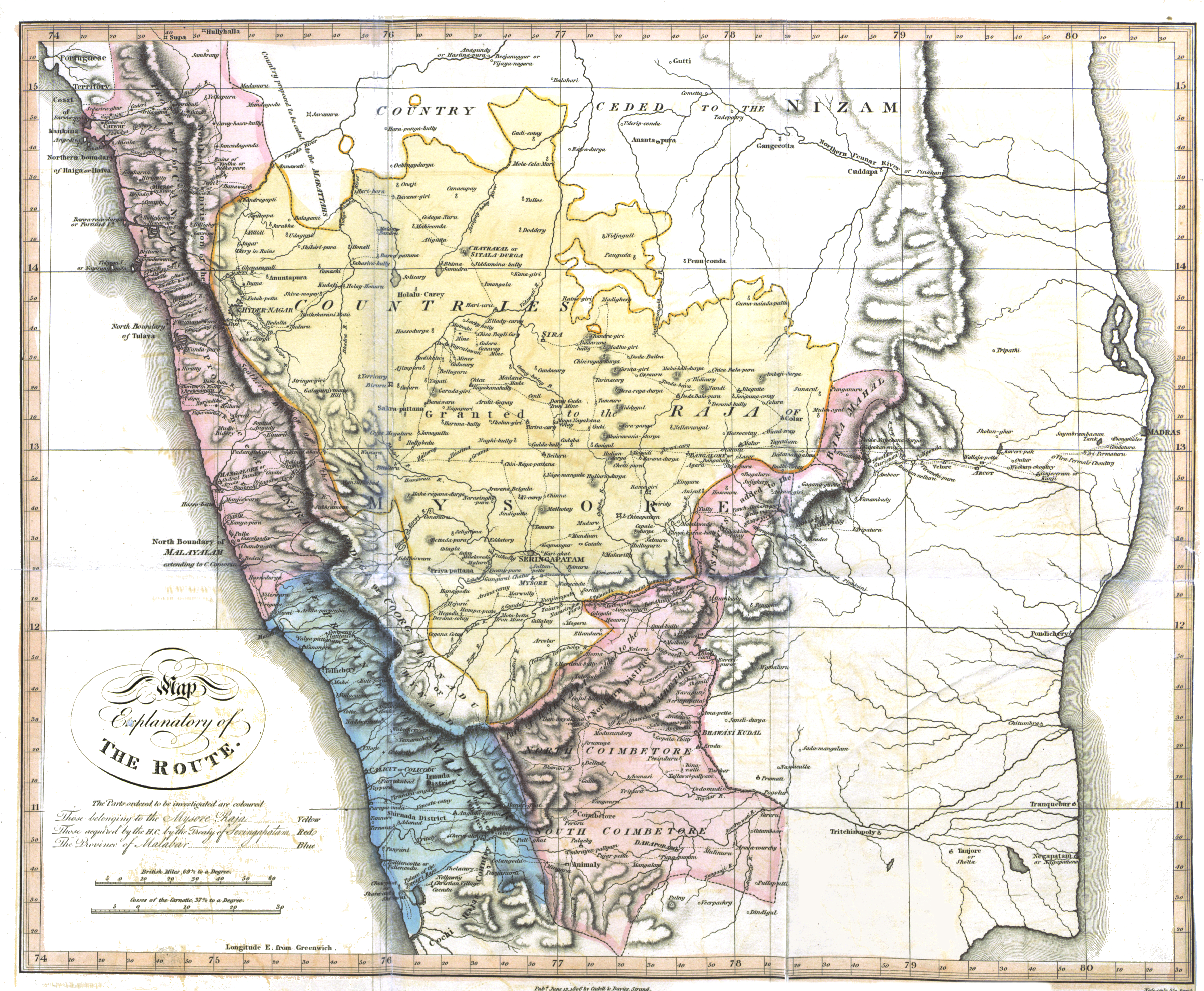
Itinerario del viaggio di Buchanan

Dal 1807 al 1814, sotto le direttive del governo del Bengala, egli condusse una ricerca sull'area di giurisdizione della Compagnia britannica delle Indie orientali. Venne infatti incaricato di raccogliere dati topografici, storici, antropologici, religiosi, informazioni sui prodotti naturali (in particolare pesca, foreste, miniere e cave), sull'agricoltura (vegetali per tessuti, utensili, concimi, corsi d'acqua, animali domestici, recinzioni, fattorie e proprietà terriere), sulle arti e sui commerci (esportazioni ed importazioni, pesi e misure, trasporto delle merci). Le sue osservazioni furono riportate in una serie di trattati che furono disponibili nelle maggiori biblioteche del Regno Unito; molti di questi furono ristampati in moderne edizioni. Essi comprendono importanti studi sulle specie ittiche indiane sotto il titolo An Account of the Fishes Found in the River Ganges and Its Branches (1822, in lingua italiana: Una relazione sui pesci scoperti nel fiume Gange e nei suoi affluenti), che descrivono oltre cento specie non ancora formalmente riconosciute dalla scienza.
Egli raccolse e descrisse anche molte nuove piante nella regione e raccolse una serie di acquerelli illustranti piante ed animali indiane e nepalesi, probabilmente dipinti da artisti indiani, che oggi si trovano nella biblioteca della Linnean Society of London.
Fu nominato membro della Royal Society nel maggio 1806 e membro della Royal Society of Edinburgh nel gennaio 1817.
Succedette a William Roxburgh come sovrintendente del Giardino botanico di Calcutta nel 1814, ma l'anno successivo dovette rientrare nel Regno Unito per motivi di salute.

### Il rientro nel Regno Unito
Curiosamente, gli appunti sulle lezioni di John Hope del 1780, che egli aveva portato con sé durante un viaggio nel 1785 e prestati ad Alexander Boswell, furono da questi perduti a Sathyamangalam, nel Mysore. Essi caddero nelle mani di Fateh Ali Tipu, ma nel 1800 un maggiore dell'esercito britannico le ritrovò nella biblioteca di Tippu e le rispedì a Buchanan.
Nel 1815 ereditò le proprietà immobiliari della madre e quindi aggiunse al suo cognome quello di Hamilton.
Nel 1819 pubblicò anche An Account of the Kingdom of Nepal.
| Buch.-Ham. è l'abbreviazione standard utilizzata per le piante descritte da Francis Buchanan-Hamilton. Consulta l'elenco delle piante assegnate a questo autore dall'IPNI. |

| Hamilton è l'abbreviazione standard utilizzata per le specie animali descritte da Francis Buchanan-Hamilton. Categoria:Taxa classificati da Francis Buchanan-Hamilton |